# Norbert Hanrieder

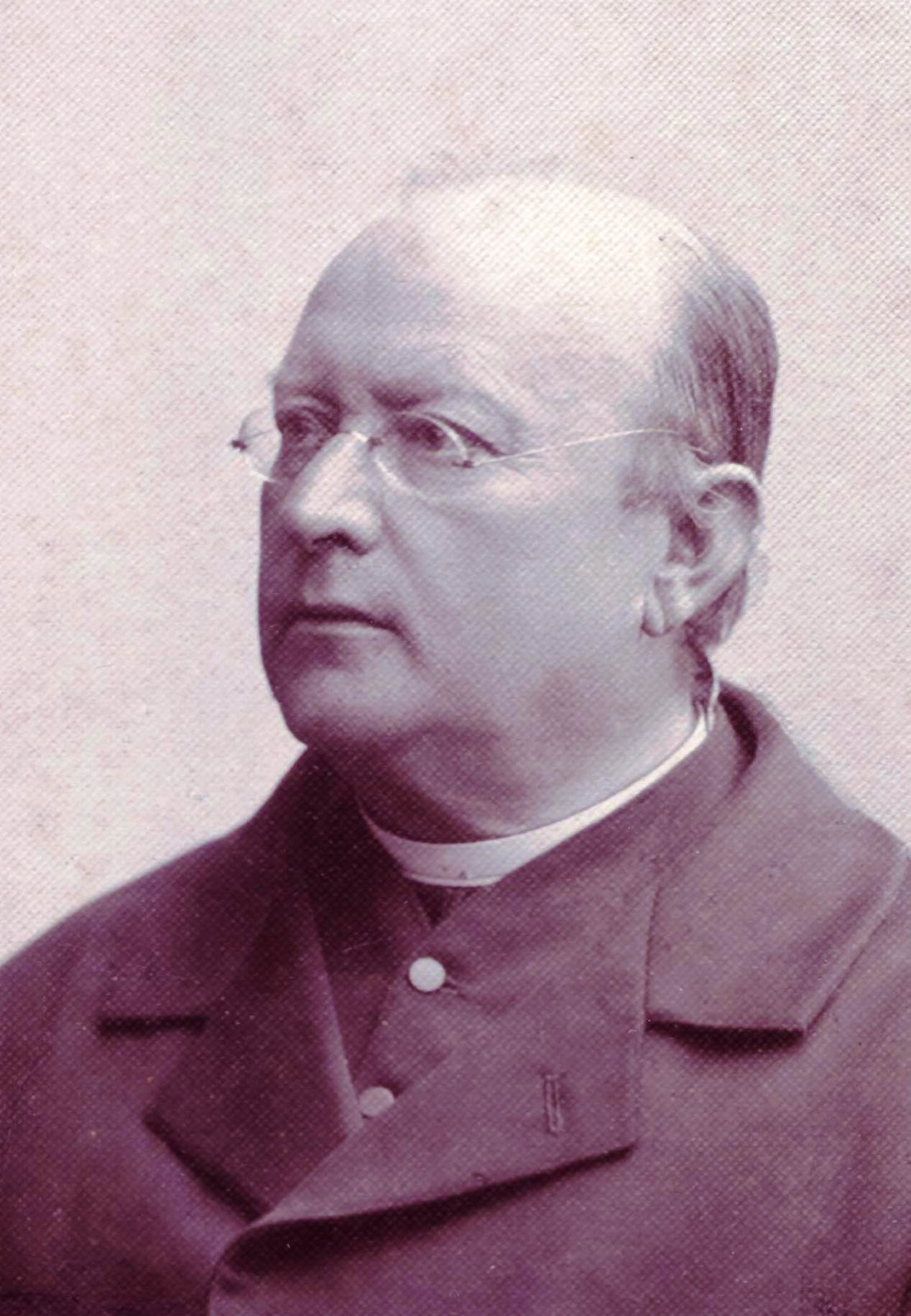
Norbert Hanrieder (um 1900)

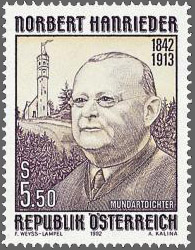
Norbert Hanrieder auf einer österreichischen Briefmarke von 1992

Norbert Hanrieder (* 2. Juni 1842 in Kollerschlag; † 14. Oktober 1913 in Linz) war ein österreichischer Mundartdichter und Priester.

## Leben
Norbert Hanrieder wurde als Sohn des deutschen Wundarztes Josef Hanrieder und dessen österreichischer Ehefrau Franziska, geb. Lechner, geboren. Sein Vater stammte aus Donauwörth und hatte sich um 1834 als Dorfbader in Kollerschlag niedergelassen.
Bereits mit zehn Jahren wirkte Hanrieder als Sängerknabe im Zisterzienserstift Wilhering, bevor er in den Jahren 1855 bis 1863 das Gymnasium in Linz besuchte. 1861 war er Gründungsmitglied der Schülerverbindung Germania in Linz, aus der die heutige Akademische Burschenschaft Oberösterreicher Germanen in Wien hervorging. Seine schriftliche Reifeprüfungsarbeit im Fach Deutsch legte er freiwillig in gereimter Form vor.
Er wollte zunächst Germanistik studieren, trat aber schließlich ins Priesterseminar in Linz ein, um sich der Theologie zu widmen. 1866 wurde er durch Bischof Franz Joseph Rudigier zum Priester geweiht.

### Stationen
Als solcher kam er 1866 als Kaplan nach Losenstein im Ennstal. 1869 wurde er als Kooperator in die Gemeinde Peilstein im Mühlviertel und 1870 nach Sarleinsbach versetzt. 1874 avancierte Hanrieder zum Pfarrer und übernahm noch im selben Jahr die Pfarre Putzleinsdorf (Bezirk Rohrbach). Hier wirkte und lebte er als Pfarrer bis an sein Lebensende.
Hanrieder engagierte sich bei der Gründung der Mühlviertler Nachrichten, einer katholischen Wochenzeitung, die seit 1889 in Rohrbach erschien. Mit der Textsammlung Bilder aus dem Volksleben debütierte Hanrieder sechs Jahre später als Schriftsteller.
Gemeinsam mit dem Juristen Moritz Scheibl ließ er 1903 die Ameisbergwarte errichten, die heute noch in Betrieb ist.
Hanrieder verstand sich nicht nur als Seelsorger, sondern unterstützte auch Pläne, das oberösterreichische Mühltal durch ein moderneres Straßennetz besser zu erschließen und arbeitete an Planungen der Mühlkreisbahn mit.
1907 konnte Hanrieder nach fast zwanzigjähriger Arbeit seinen Bauernkriag veröffentlichen. Hatte in seinen frühen Werken noch Standarddeutsch dominiert, ging er später zum Dialekt über.
1910 erhielt er die Ehrenmitgliedschaft der Katholischen Studentenverbindung Kürnberg Wien im ÖCV. Im Alter von 71 Jahren starb Dechant Norbert Hanrieder am 14. Oktober 1913 in Linz.

## Ehrungen
- Bildnisbüste von Franz Forster in der Landesgalerie Linz.
- Am 30. April 1992 wurde ihm anlässlich seines 150. Geburtstages  eine Sondermarke gewidmet[2].
- In Linz und in zahlreichen Orten Oberösterreichs ist jeweils die Hanriederstraße nach ihm benannt.

## Werke
- Bilder aus dem Volksleben des Mühlviertels, 1895
- Der oberösterreichische Bauernkriag, 1964
- Text von „Ös Leutl von Inn“ von der Mühlviertelhymne, 1924[3]